# Första världsomseglingen

Expeditionens rutt

Den första världsomseglingen genomfördes åren 1519 till 1522. Expeditionen inleddes den 10 augusti under befäl av Fernão de Magalhães och avslutades den 6 september av Juan Sebastián de Elcano, efter att Magellan dödats under resan. Under expeditionen upptäcktes en rad områden i Oceanien.

## Bakgrund
Spanien ville utöka sina handelsrutter och sökte en sjöväg västerut mellan sina kolonier i Amerika och Ostasien, efter att Tordesillasfördraget tilldelat Portugal de östgående rutterna runt Afrika. Portugisen Magellan hade kännedom om portugisiska kartor där möjliga sjöförbindelser västerut till Stilla havet antyddes.
Magellan hade inflytelserika vänner, inklusive astronomen Ruy Faleiro, Juan de Aranda vid handelsinstitutionen Casa de la Contratación de Indias och Juan Rodríguez de Fonseca (biskop i Burgos). Med deras hjälp inleddes förhandlingar om finansiering av en expedition med kung Karl I av Spanien.
Den 22 mars 1518 undertecknade Magellan och Karl I ett avtal i Valladolid. Kostnaden för expeditionen uppgick till 8 751 125 maravedis. Om resan skulle bli framgångsrik skulle Magellan erhålla en femtedel av vinsten.

### Fartyg

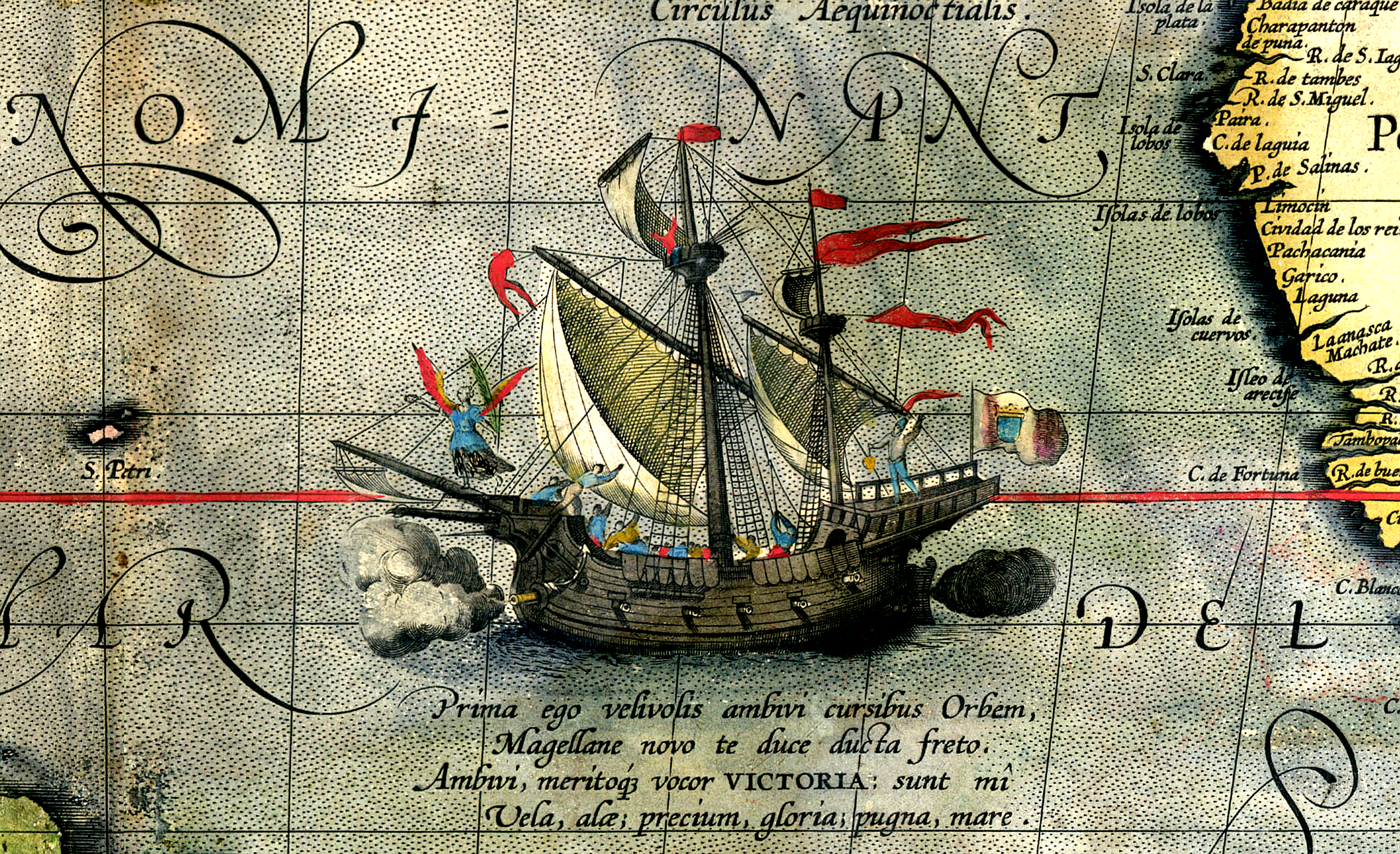
fartyget ”Victoria”

Fem fartyg utrustades till expeditionen, dessa var
- Trinidad, 120 ton, 55 mäns besättning, kapten: Ferdinand Magellan
- San Antonio, 130 ton, 60 mäns besättning, kapten: Juan de Cartagena
- Concepción, 90 ton, 45 mäns besättning, kapten: Gaspar de Quesada
- Victoria, 90 ton, 42 mäns besättning, kapten: Luis de Mendoza
- Santiago, 60 ton, 32 mäns besättning, kapten: João Serrão

### Besättning
Besättningen uppgick till cirka 260 män, däribland Magellans svåger Duarte Barbosa, Magellans slav och tolk Enrique de Malaca, kartografen Estêvão Gomes, Francisco Serrão, krönikören Antonio Pigafetta och Juan Sebastián de Elcano. Övriga besättningsmän kom från en rad olika länder. Ruy Faleiro hoppade av i sista stund.

## Världsomseglingen

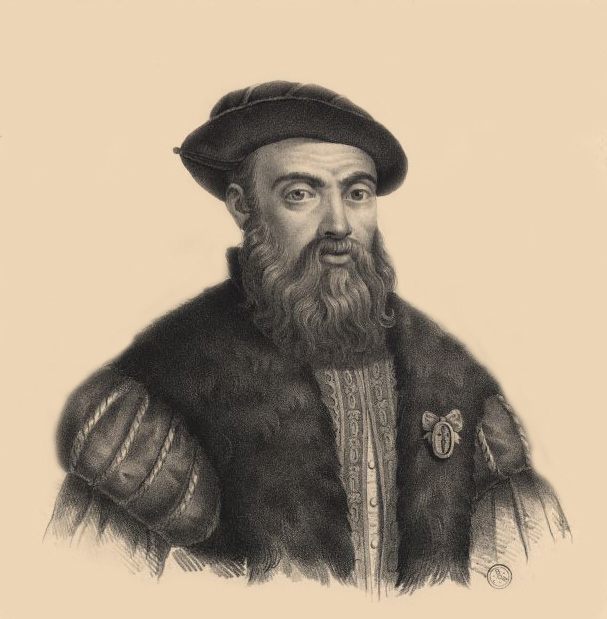
Ferdinand Magellan

### 1519
Den 10 augusti lämnade Magellan och konvojen (döpt till Armada de las Moluccas) om 5 fartyg under spansk flagg hamnen i Sevilla. Man seglade nedför Guadalquivirfloden till Sanlúcar de Barrameda, där de tvingades till ett längre uppehåll av de spanska myndigheterna.
Den 20 september fortsatte resan söderut, och expeditionen nådde Teneriffa den 29 september. Efter ett uppehåll fortsatte man med kurs mot Brasilien den 3 oktober förbi Kap Verdeöarna, och expeditionen korsade ekvatorn den 20 november.
Den 29 november anlände konvojen i trakterna av Cabo de Santo Agostinho och man nådde Rio de Janeiro den 13 december. Den 26 december fortsatte resan vidare längs kusten men fördröjdes sedan avsevärt.

### 1520

Passagen genom Magellans sund

Den 12 januari nådde konvojen Río de la Plata, man utforskade området till den 2 februari, innan resan fortsattes. Den 31 mars anlände fartygen till Puerto San Julián (Santa Cruzprovinsen) där man övervintrade, här fick man kontakt med de storväxta patagonerna.
Senare utbröt ett myteri under vilket bland annat kapten Luis de Mendoza dödades. I efterspelet avrättades kapten Gaspar de Quesada, och Juan de Cartagena utsattes på en öde ö. Under utforskning av området förliste fartyget Santiago, och den 24 augusti fortsatte expeditionen.
Konvojen nådde Kap Virgenes den 21 oktober, under utforskningen av kusten upptäcktes passagen "Estrecho de Todos los Santos" (Alla helgons sund, dagens Magellans sund) den 1 november (1520 års Alla helgons dag). Under passagen utbröt ett nytt myteri på San Antonio och fartyget lämnade konvojen (fartyget återkom till Spanien den 21 maj 1521). Den 28 november nådde expeditionen slutligen Stilla havet vid Kap Desire på Isla Desolación i passagens västra del och fortsatte nu med kurs mot nordväst. Korsningen av Stilla havet skulle komma att ta 3 månader och 20 dagar.

### 1521
På väg genom Stilla havet upptäckte man Tuamotuöarna (troligen Puka-Pukaön) kring den 24 januari och passerade ögruppen Line Islands (möjligen Flint Island eller Vostok Island) kring den 4 februari.
Ekvatorn korsades åter den 13 februari och den 6 mars upptäckte expeditionen Guamön bland Marianerna efter 98 dagar till havs. Konvojen fortsatte och anlände till Homonhonön (provinsen Östra Samar) bland Filippinerna den 17 mars. Den 7 april anlände fartygen till ön Cebu, här pågick ett lokalt krig mellan Cebu och Mactanön där Magellan valde att delta på Cebus sida. Magellan dog i nuvarande Dakbayan sa Lapu-Lapu på Mactan den 27 april av ett spjut i bröstet under ett slag mellan spanjorer och lokalbefolkningen ledd av hövdingen Lapu-Lapu. Senare övertog Juan Sebastián de Elcano befälet.
Under det fortsatta sökandet efter Kryddöarna förlorades även Concepción den 2 maj; fartyget brändes avsiktligt då man hade för lite sjömän. De återstående fartygen fortsatte nu mot Palawan och den 21 juli vidare mot Borneo.
Slutligen lokaliserades Kryddöarna och fartygen anlände till Tidore den 8 november, besättningen hade nu minskat till 115 män. Man lastade kryddor och påbörjade resan hem. Trinidad hade då börjat ta in vatten och stannade i Tidore för reparationer, medan Victoria inledde hemresan västerut den 21 december.

### 1522

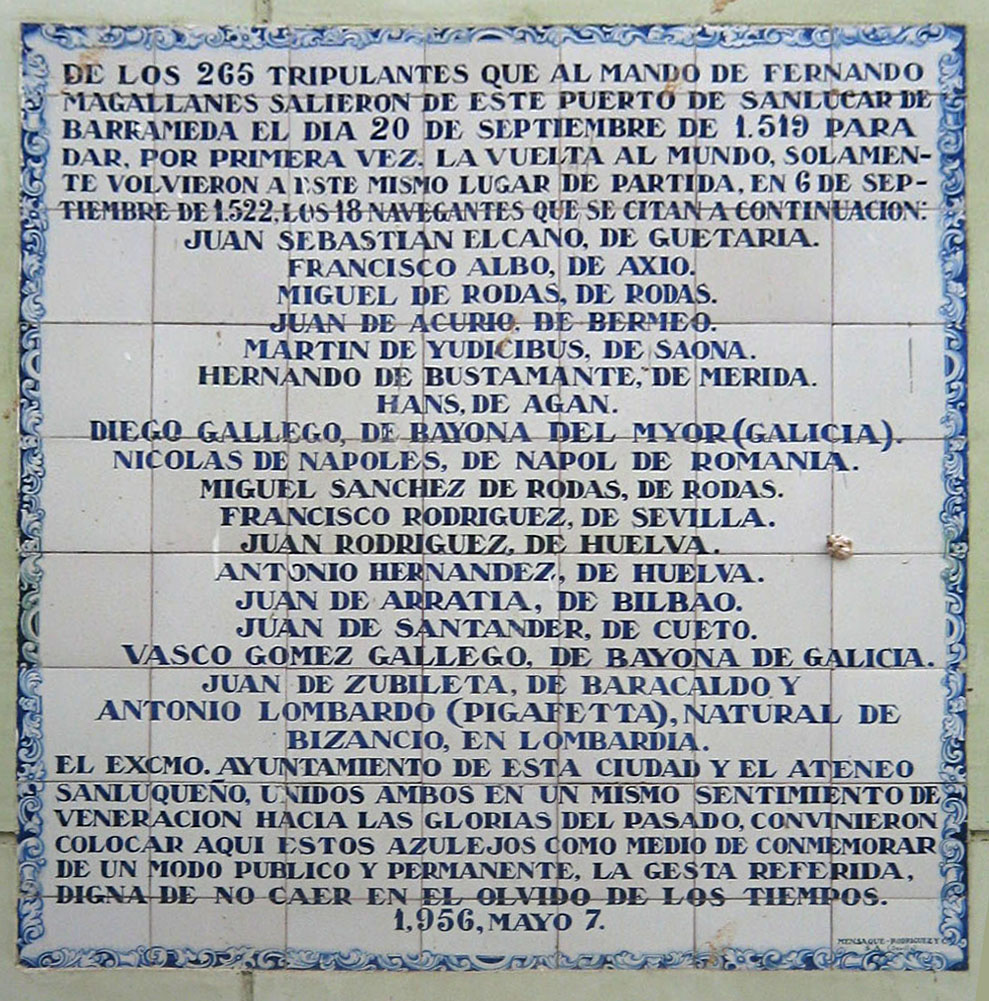
Minnesmärke över de överlevde av den första världsomseglingen

Trinidad avgick från Tidore den 6 april 1522 och försökte nå Spanien via Stilla havet men uppbringades där av portugiser och sjönk därefter under en storm.
Victoria nådde Timor den 25 januari och satte nu kurs över Indiska oceanen. Den 6/ maj rundade fartyget Godahoppsudden men det började bli ont om proviant, 20 besättningsmän dog innan man nådde Santiagoön bland Kap Verdeöarna den 9 juli.
Efter proviantering anlände fartyget den 6 september till Sanlúcar de Barrameda och den 8 september nådde Victoria under de Elcanos befäl åter Sevilla. Av den stolta konvojen återstod nu 1 fartyg och 18 män. I augusti 1527 lyckades även 4 av Trinidads besättningsmän återvända till Spanien.

## Eftermäle
Den 7 maj 1956 hedrades de överlevande deltagarna i den första världsomseglingen med en minnestavla där alla besättningsmän fanns uppräknade.